# Stan van Belkum
Stanislaus ("Stan") van Belkum (Warmond, 31 januari 1961) is een voormalig Nederlandse waterpolospeler.
Van Belkum wordt beschouwd als een van de beste Nederlandse waterpoloërs. Zijn bijnaam was de 'Witte Tornado', hij speelde rechtshandig.
Stan van Belkum begon zijn waterpolocarrière bij De Zijl-LGB uit Leiden. Hij heeft 1 seizoen voor AZC uit Alphen aan den Rijn gespeeld. Hierna vertrok hij naar Italië om daarna even terug te keren bij De Zijl-LGB tot aan de winterstop, om daarna alsnog te vertrekken naar ZWV Nereus.
Van Belkum nam tweemaal deel aan de Olympische Spelen 1980, 1984 beide keren eindigde Nederland op de zesde plaats. In het seizoen 1979-1980, 1980-1981, 1981-1982 was hij topscorer van de hoofdklasse.
Stan van Belkum komt uit een bekende waterpolofamilie, zijn broer Marc en nichtje Iefke van Belkum hebben ook deelgenomen aan de Olympische Spelen.
Stan van Belkum · 
Wouly de Bie · 
Ton Buunk · 
Jan Jaap Korevaar · 
Nico Landeweerd · 
Aad van Mil · 
Ruud Misdorp · 
Dick Nieuwenhuizen · 
Eric Noordegraaf · 
Jan Evert Veer · 
Hans van Zeeland · 
 Ivo Trumbić (Bondscoach)
Johan Aantjes · 
Stan van Belkum · 
Wouly de Bie · 
Ton Buunk · 
Ed van Es · 
Anton Heiden · 
Nico Landeweerd · 
Aad van Mil · 
Ruud Misdorp · 
Dick Nieuwenhuizen · 
Eric Noordegraaf · 
Roald van Noort · 
Remco Pielstroom